# Marie Machatá
Marie Machatá (* 9. května 1954) je bývalá česká politička, na přelomu 20. a 21. století poslankyně Poslanecké sněmovny za Unii svobody, později za Českou stranu národně sociální.

## Biografie
K roku 1998 se uvádí jako státní zaměstnankyně, bytem Jablonec nad Nisou. Pocházela z rodiny učitelů. Sama studovala na Pedagogické fakultě v Hradci Králové, Pedagogické fakultě Univerzity Karlovy v Praze (obor defektologie) a na Univerzitě Komenského v Bratislavě. Studia dokončila roku 1991. Působila v oboru poradenství psychomotoriky (specialistka na lehké mozkové dysfunkce, dětské mozkové obrny a afazie). Před rokem 1998 pracovala na Okresním úřadě v Jablonci nad Nisou (vedoucí oboru sociálních věcí, zdravotnictví, školství a kultury). Byla rozvedená a měla jednoho syna.
Původně byla členkou Občanské demokratické aliance, za kterou ve volbách v roce 1996 neúspěšně kandidovala do sněmovny. Později se stala členkou nově vzniklé Unie svobody. Ve volbách v roce 1998 byla zvolena do poslanecké sněmovny za Unii svobody (volební obvod Severočeský kraj). Byla členkou sněmovního ústavněprávního výboru. V parlamentu setrvala do voleb v roce 2002. 26. října 1999 opustila Unii svobody. Zdůvodnila to zklamáním z nedůslednosti Unie svobody při vedení pravicové opoziční politiky. Nesouhlasila rovněž s projektem Čtyřkoalice. V listopadu 1999 se stala členkou České strany národně sociální, jež tak získala díky ní dočasně parlamentní zastoupení.
V komunálních volbách roku 2002 kandidovala neúspěšně za ČSNS do zastupitelstva hlavního města Praha. Profesně se uvádí jako vysokoškolská učitelka.